# Momoria rufoscutellata
Momoria rufoscutellata är en insektsart som beskrevs av Baker 1900. Momoria rufoscutellata ingår i släktet Momoria och familjen dvärgstritar. Inga underarter finns listade i Catalogue of Life.